# Sinal Wow!

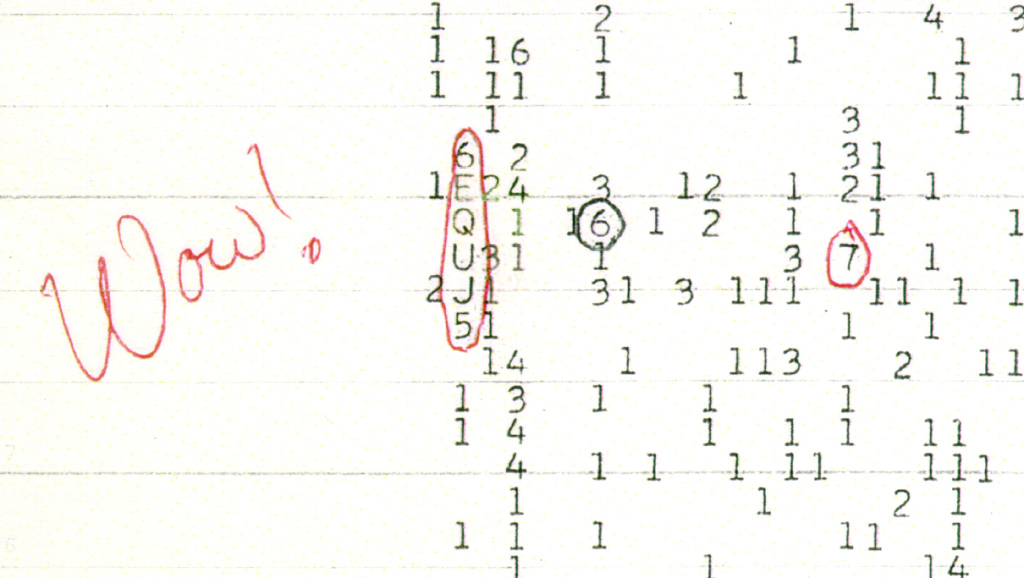
O Sinal Wow! é representado como "6EQUJ5". A impressão original com a exclamação feita a mão por Ehman, está preservada no Ohio History Connection.

O sinal Wow! foi um forte sinal de rádio recebido no dia 15 de Agosto de 1977, pelo radiotelescópio Big Ear nos Estados Unidos, que era então usado para apoiar a pesquisa por vida extraterrestre. O sinal aparentemente veio da direção da constelação Sagittarius e trazia as marcas esperadas de origem extraterrestre.
O astrônomo Jerry R. Ehman descobriu a anomalia alguns dias depois, quando estava revisando os dados registrados. Ele ficou tão impressionado que circulou a leitura na impressão do computador, "6EQUJ5", e escreveu o comentário "Wow!" no lado, levando o nome amplamente utilizado no evento.
Toda a sequência de sinais durou a janela completa de 72 segundos durante a qual o Big Ear foi capaz de observá-la, mas nunca mais foi detectado. Muitas hipóteses foram criadas para explicar a origem do sinal, incluindo formas naturais e feitas por humanos, mas nenhuma delas explicou adequadamente o sinal.
Embora o Sinal Wow! não tivesse modulação detectável — técnica usada para transmitir informações através de ondas de rádio — ele continua sendo o candidato mais forte para uma transmissão de rádio alienígena já detectada.

## Contexto
Em 1959, físicos da Universidade de Cornell Philip Morrison e Giuseppe Cocconi especularam que qualquer civilização alienígena tentando comunicar via sinais de rádio poderia usar a frequência de 1 420 mega-hertz, que é emitida naturalmente pelo hidrogênio, o elemento mais comum do universo e, portanto, provavelmente familiar a todas as civilizações tecnologicamente avançadas.
Em 1973, depois de completar uma extensiva pesquisa de fontes de rádio intergaláticas, a Universidade Estadual de Ohio designou o agora extinto Ohio State University Radio Observatory (apelidado de "Big Ear") para a busca científica da inteligência extraterrestre (em inglês, "SETI", que significa "search for extraterrestrial intelligence"), o programa mais antigo de seu tipo na história. O radiotelescópio está localizado próximo ao Perkins Observatory no campus da Universidade de Wesleyan em Ohio em Delaware, Ohio.[carece de fontes?]
Até 1977, Ehman estava trabalhando no projeto SETI como um voluntário, e seu trabalho era analisar uma grande quantidade de dados processados por um computador IBM 1130 e gravados em um papel. Ao ler os dados coletados em 15 de Agosto, às 22h16 no horário EDT (02h16 UTC), ele detectou uma série de valores de intensidade e frequência de sinal que deixaram ele e seus colegas surpresos.[carece de fontes?] O evento foi mais tarde documentado em detalhe técnico pelo diretor do observatório.

## Mensurando o sinal
A linha 6EQUJ5, comumente mal interpretada como uma mensagem codificada em um sinal de rádio, representa a variação da intensidade do sinal ao decorrer do tempo, expresso no sistema de medição particular adotado para o experimento. O sinal em si parecia ser uma onda contínua não modulada, embora qualquer modulação com um período inferior a 10 segundos ou superior a 72 segundos não teria sido detectável.

### Intensidade

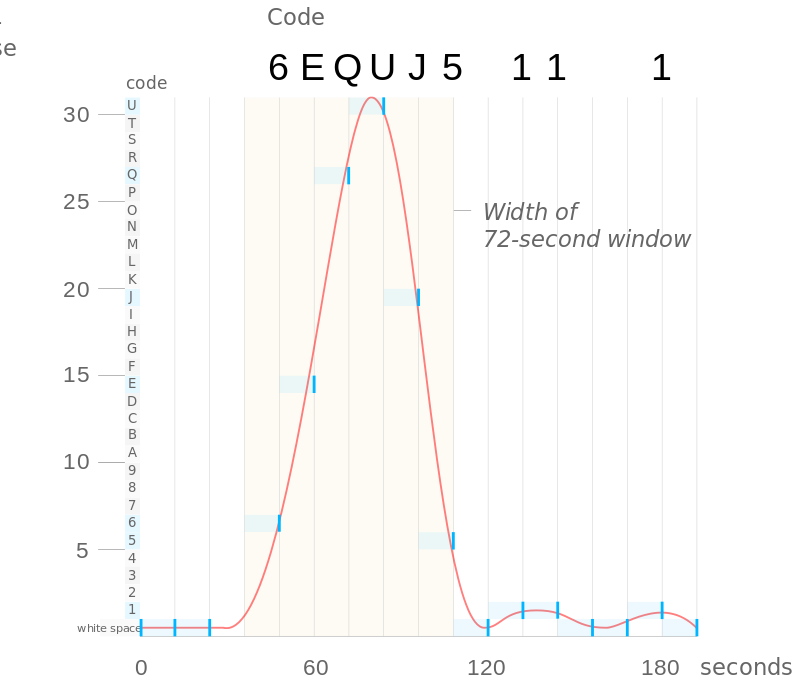
Gráfico com a intensidade do sinal na passagem de tempo com uma função gaussiana

A intensidade do sinal foi mensurada como relação sinal-ruído, com o ruído (ou linha de base) em média nos minutos anteriores. O sinal foi amostrado durante 10 segundos e processado pelo computador, o que levou 2 segundos. Portanto, a cada 12 segundos, o resultado para cada canal de frequência era emitido na impressão como um único caractere, representando a intensidade média de 10 segundos, menos a linha de base, expressa como um múltiplo sem dimensões do desvio padrão do sinal.
Na escolha de um sistema alfanumérico, um caractere de espaço representa a intensidade entre 0 e 1, isso é entre a linha de base e um normal desvio acima dele. Os números de 1 a 9 indicam as intensidades numeradas correspondentes (de 1 a 9); intensidades de 10 e acima são indicadas por uma letra: "A" corresponde a intensidade entre 10 e 11, "B" de 11 a 12, e assim por diante. O valor mais alto do sinal "Wow!" foi "U" (uma intensidade entre 30 e 31), isto é 30 desvios acima do ruído de fundo.

### Frequência
John Kraus, o diretor do observatório, deu um valor de 1420,3556 MHz em um sumário de 1994 escrito por Carl Sagan. Mas Ehman em 1998 deu um valor de 1420,4556±0,005 MHz, com uma explicação detalhada. Isso é (50±5 kHz) acima do valor da linha do hidrogênio (sem desvio para o vermelho ou azul) do 1420,4058 MHz. Se tivesse um desvio para o azul, isso corresponde a origem do sinal movendo 10 km/s para nós.
Uma explicação para a diferença entre o valor de Ehman e o de Kraus pode ser encontrada no papel de Ehman. Um oscilador, que se tornou o primeiro oscilador local, foi encomendado para a frequência de 1450,4056 MHz. Entretanto, o departamento de compras da universidade cometeu um erro tipográfico no pedido e escreveu 1450,5056 MHz (ou seja, 0,1 MHz acima do desejado). O software usado na experiência foi então escrito para se ajustar a este erro. Quando Ehman calculou a frequência do sinal "Wow!", ele levou este erro em consideração.[carece de fontes?]

Uma impressão de um mapa de calor, dando um espectrograma do feixe; o Sinal Wow! aparece brilhante no ponto inferior esquerdo.

### Largura de banda
Sua largura de banda era inferior a 10 kHz. O telescópio Big Ear foi equipado com um receptor capaz de medir cinquenta canais de 10 kHz de largura. A saída de cada canal era representada na impressão do computador como uma coluna de valores de intensidade alfanumérica. O sinal "Wow!" está essencialmente confinado a uma coluna.

### Variação de tempo
No momento da observação, o radiotelescópio Big Ear só era ajustável para a altitude (ou altura acima do horizonte), e dependia da rotação da Terra para varrer através do céu. Dada a velocidade de rotação da Terra e a largura espacial da janela de observação do telescópio, a Big Ear poderia observar qualquer ponto em particular por apenas 72 segundos. Um contínuo sinal extraterrestre, portanto, é esperado registrar por exatamente 72 segundos, e a intensidade registrada de tal sinal mostraria um aumento gradual durante os primeiros 36 segundos —com um pico no centro da janela de observação— e gradualmente cairia à medida que o telescópio se afastava dele. Todas essas características estão presentes no Sinal Wow!.

## Localização celestial
A precisa localização no céu de onde o sinal se originou é incerta por causa do design do telescópio Big Ear, com dois pontos de alimentação, cada um recebendo um feixe de uma direção ligeiramente diferente, enquanto segue a rotação da Terra. O Sinal Wow! foi detectado em uma antena mas não em outra, e os dados foram processados de tal forma que é impossível determinar qual dos duas antenas recebeu o sinal. Existem, portanto, dois valores possíveis de ascensão reta da localização do sinal (expresso abaixo em termos dos dois principais sistemas de referência):
|                      | B1950 equinox     | J2000 equinox   |
| RA (antena positiva) | 19h22m24.64s ± 5s | 19h25m31s ± 10s |
| RA (antena negativa) | 19h25m17.01s ± 5s | 19h28m22s ± 10s |

As duas regiões do espaço da constelação de Sagittarius onde o Sinal Wow! pode ter se originado. A ambiguidade é por causa do design do telescópio. Para maior clareza, as larguras (ascensão reta) das faixas vermelhas foram exageradas.

Em contraste, a declinação foi inequivocamente determinada como sendo a seguinte:
|            | B1950 equinox | J2000 equinox |
| Declinação | −27°03′ ± 20′ | −26°57′ ± 20′ |
As coordenadas galáticas da antena positiva são l=11,7°, b=−18,9, e do negativo l=11,9°, b=−19,5°, sendo ambos, portanto, cerca de 19° em direção ao sudeste do plano galáctico, e 24º ou 25º a leste do centro da Via Láctea. A região do céu em questão situa-se a noroeste do aglomerado globular M55, na constelação Sagittarius, aproximadamente 2,5° ao sul do grupo estelar de quinta magnitude Chi Sagittarii, e cerca de 3,5° ao sul do plano do eclíptico. A estrela mais próxima e facilmente visível é Tau Sagittarii
Nenhuma estrela próxima como o sol estava dentro das coordenadas da antena, embora em qualquer direção o padrão da antena englobasse cerca de seis estrelas distantes.

## Hipóteses da origem do sinal
Até hoje não se sabe o que poderia ser o sinal "Wow!", e ele permanece como um dos maiores mistérios da humanidade e da cosmologia. Já foi vasculhado o mesmo local de onde se foi recebido o sinal, mas nada foi detectado. Muitos especularam que alguém poderia ter enviado a mensagem para confundir ou fazer graça, mas essa hipótese foi descartada. O observatório especulou que poderia ter sido algum sinal terrestre rebatido por um satélite, mas nenhum satélite estava na posição da detecção da onda de rádio.
Em 2017, os pesquisadores Antonio Paris e Evan Davies tentaram provar que o sinal nada mais foi que a passagem de um ou mais cometas. A explicação para a hipótese é que cometas liberam muito hidrogênio quando passam perto do Sol. Eles são compostos principalmente por metano, amônia, dióxido de carbono e água, todos congelados. O calor do Sol esquenta essa água, criando uma nuvem de hidrogênio que se estende por milhões de quilômetros. Se houvesse cometas passando em frente ao Big Ear, o gás poderia ter gerado um sinal de curta duração, de exatamente 1 420 MHz. Os astrônomos já têm dois possíveis candidatos para os cometas que realizaram a transmissão: 266P/Christensen e P/2008 Y2. Como nenhum dos dois era conhecidos nos anos 70, ninguém pensou em procurá-los. Alguns críticos, porém, afirmaram que quantidade de hidrogênio precisaria ser muito mais alta do que a registrada em qualquer observação já realizada.
Em novembro de 2020, um astrônomo amador, Alberto Caballero, propôs uma nova hipótese da fonte do sinal "Wow!". Ele partiu do pressuposto do sinal ser de origem alienígena e, para isso, ele considerou que essa civilização provavelmente vive em um planeta e estrela semelhante aos nossos. Caballero procurou por esses padrões de estrela na região do céu de onde veio o sinal e listou possíveis candidatas a abrigar exoplanetas. A busca foi feita no banco de dados Gaia, da Agência Espacial Europeia. A mais provável foi a 2MASS 19281982-2640123, que está no local ideal e possui temperatura, luminosidade e tamanho semelhantes ao Sol. A ideia do artigo é que astrônomos vasculhem o local em busca de algum exoplaneta orbitando a estrela 2MASS 19281982-2640123.

## Buscas pelo sinal
Várias tentativas foram feitas por Ehman e outros astrônomos para recuperar e identificar o sinal. Era esperado que o sinal ocorresse com três minutos de intervalo em cada uma das buzinas de alimentação do telescópio, mas isso não aconteceu. Ehman procurou sem sucesso por recorrências usando o Big Ear nos meses após a detecção.
Em 1987 e 1989, Robert H. Gray procurou o evento usando a matriz META no Oak Ridge Observatory, mas não o detectou. Em um teste de julho de 1995 do software de detecção de sinais a ser usado em seu próximo Projeto Argus, o diretor executivo da SETI League, H. Paul Shuch, fez várias observações de varredura à deriva das coordenadas do Sinal Wow! com um radiotelescópio de 12 metros no National Radio Astronomy Observatory em Green Bank, West Virginia, alcançando também um resultado nulo.
Em 1995 e 1996, Gray procurou novamente o sinal usando o Very Large Array, que é significativamente mais sensível que o Big Ear. Gray e Simon Ellingsen procuraram mais tarde por recorrências do evento em 1999 usando o radiotelescópio de 26 metros no Mount Pleasant Radio Observatory da Universidade da Tasmânia. Foram feitas seis observações de 14 horas em posições nas proximidades, mas nada como o Sinal Wow!

## Resposta
Em 2012, no 35º aniversário do Sinal Wow!, o Observatório Arecibo transmitiu um sinal digital em direção a Hipparcos 34511, 33277 e 43587. A transmissão consistiu de aproximadamente 10 000 mensagens no Twitter solicitadas para esse fim pelo National Geographic Channel, contendo a hashtag "#ChasingUFOs" (uma promoção para uma das séries de TV do canal).
Para aumentar a probabilidade de qualquer receptor extraterrestre reconhecer o sinal como uma comunicação intencional de outra forma de vida inteligente, os cientistas da Arecibo anexaram um cabeçalho de sequência repetida a cada mensagem individual e transmitiram a transmissão em cerca de 20 vezes a potência do mais potente transmissor de rádio comercial.

## Na cultura popular
- O Sinal Wow! foi mencionado no The X Files no episódio "Little Green Men"
- O filme Ad Astra de 2019, usou a frequência "6EQUJ5" como um nome de uma mensagem confidencial.